# Oggetto di Sakurai
L'Oggetto di Sakurai (V4334 Sagittarii / V4434 Sgr) è una stella variabile visibile nella costellazione del Sagittario.

## Scoperta
La variabilità della stella, inizialmente ritenuta una nova, è stata scoperta il 20 febbraio 1996 da Yukio Sakurai, un astrofilo giapponese: dopo l'annuncio sono state rintracciate molte immagini di prescoperta tra cui quelle riprese da Kesao Takamizawa.

## Caratteristiche
Molto spesso ci si riferisce alla V4334 Sagittarii col nome di Oggetto di Sakurai in quanto per anni non si è capito bene di che oggetto si trattava esattamente e ancora oggi non conosciamo bene i processi fisici che ha subito negli ultimi 20 anni e quale sarà la sua evoluzione futura.
La stella, di magnitudine apparente 21-21,5, dopo aver raggiunto il ramo asintotico delle giganti è entrata nella fase VLTP con un evento "flash dell'elio".
La stella sarebbe attualmente una supergigante di tipo spettrale F2 di magnitudine assoluta -4,1, presentando una sottoabbondanza di idrogeno e una sovrabbondanza di carbonio e ossigeno. Dopo l'esplosione è cominciata ad apparire una nebulosa planetaria, di forma simmetrica, in espansione alla velocità di 25 km/s, la cui formazione era già iniziata migliaia di anni fa. Oltre alla nebulosa è stato scoperto un disco di polveri di circa 50 U.A. di diametro, con un'alta inclinazione e una massa stimata a 1/20.000 di massa solare, alcune caratteristiche del disco portano a pensare che la stella possa far parte di un sistema binario.

## Distanza
Non si conosce con certezza la distanza della stella, le stime variano notevolmente tra di loro, da circa 1,1 a 8,0 kpc, alcuni indicano una distanza di 1,1 kpc, altri danno un intervallo di valori tra 1,8 e 5 kpc, altri ancora 7 kpc: il valore ritenuto più attendibile è di 5,5 kpc.

## Classe di appartenenza
L'esistenza di altri oggetti dalle caratteristiche e dal comportamento simili a V4334 Sagittarii fanno considerare sempre più V4334 Sagittarii come il capostipite di una nuova classe di oggetti, a cui apparterrebbero oggetti esplosi prima e dopo di V4334 Sagittarii. La lista di oggetti appartenenti a questa nuova classe comprenderebbe oltre a V4334 Sagittarii:
- CK Vulpeculae, esplosa nel 1670[14]
- FG Sagittae, esplosa nel 1894[14]
- V605 Aquilae, scoperta nel 1919 e probabilmente esplosa nel 1917, ha dato origine alla nebulosa planetaria Abell 58[15]
- M31-RV, nella Galassia di Andromeda (M 31), scoperta a seguito di un'esplosione nel 1988 si è scoperto in foto d'archivio che questa stella ha avuto un'altra esplosione nel 1968[16].
- V838 Monocerotis, esplosa nel 2002[17]
- Abell 30, non vista esplodere (forse esplosa attorno al 1150 d.C.) [8][18]
- Abell 78, non vista esplodere[8][18]
- V854 Centauri, esplosa in passato (?)[19]